# Trasportín

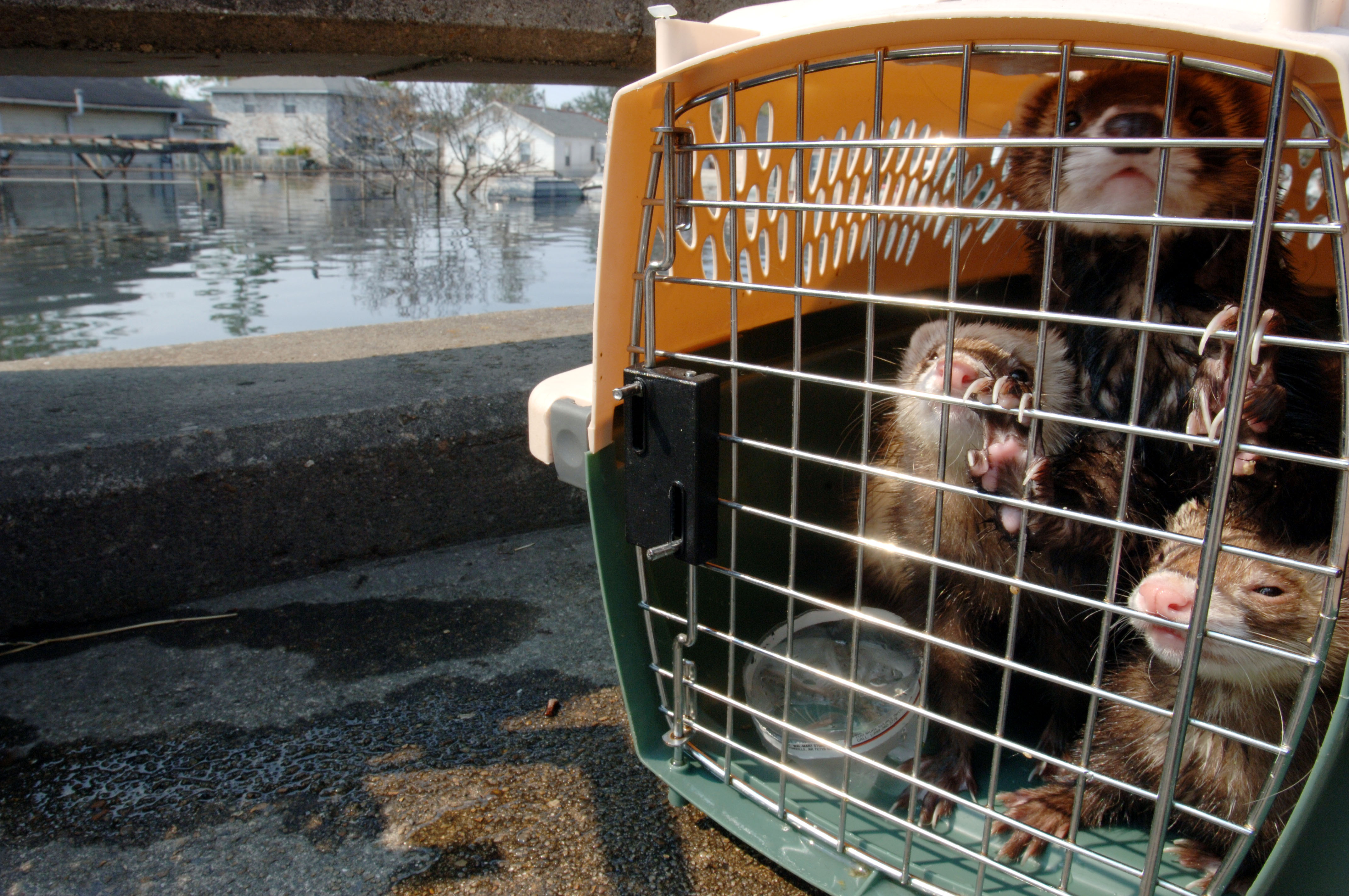
Trasportín.

Los trasportines (también llamados transportines, jaulas, contenedores, portadores o guacales) son pequeños recipientes portátiles utilizados para transportar pequeños animales como perros, gatos, conejillos de indias, etc. 
Se trata de cajas cerradas con orificios o rejas para la ventilación y respiración del animal que se usan de forma esporádica para trasladar al animal de un sitio a otro. Por el sistema de apertura se pueden diferenciar: 
- trasportines de apertura frontal. Generalmente, son cajas de plástico con una puerta de metal
- trasportines de apertura superior. Son como jaulas con un techo desmontable.

En ambos casos, existe un asa en la parte superior, aunque también se pueden llevar en los brazos. 

## Estilos

### Viajes en avión

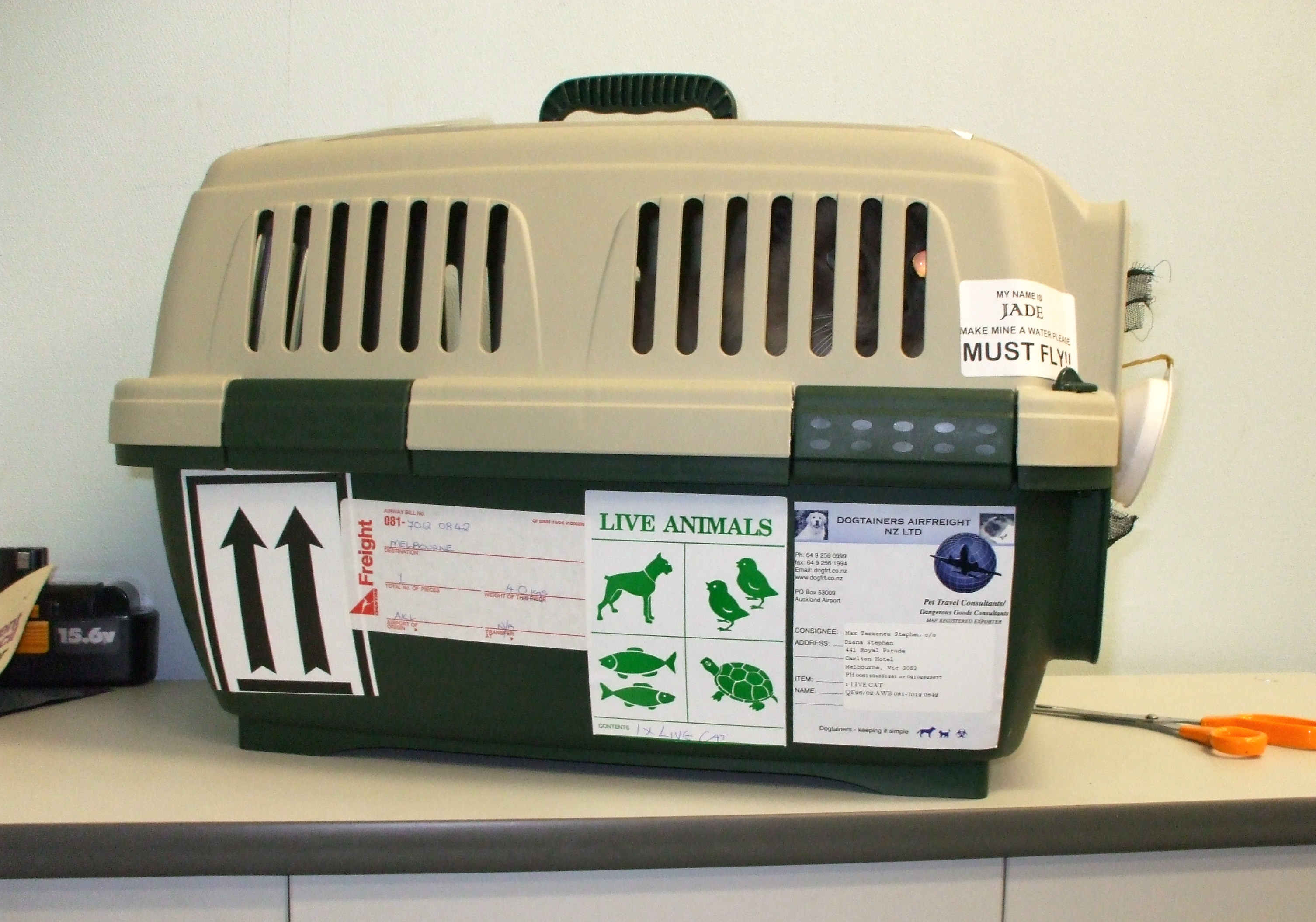
Trasportín correctamente etiquetado para viajes en avión.

Existen diferentes tipos y estilos de trasportines en el mercado de acuerdo a las necesidades específicas del usuario. Hay modelos especiales para viajar en avión o en automóvil y también dependiendo del tamaño y peso de la mascota. 
Los trasportines para avión pueden ser usados cuando se viaja en avión por un espacio no superior a seis horas. La mayoría de las líneas aéreas permiten a los viajeros llevar a su mascota si está acomodada en un trasportín aprobado por la aerolínea. Para vuelos superiores a seis horas, los animales viajarán en la bodega en jaulas de diseño especial. En general, existen reglas para asegurar la seguridad de los pasajeros y del animal. La principal establece que el trasportín debe situarse debajo del asiento del pasajero y tener una base resistente al agua. El recipiente tiene que ser lo suficientemente grande para que la mascota pueda girarse, ponerse de pie y tumbarse. 
Las jaulas utilizadas en cargo tienen que tener una puerta de metal lo suficientemente fuerte para impedir que el animal la doble y escape. Hay muchos trasportines aprobados en el mercado como Pet Roll Around o Sherpa. También existen las jaulas para perros que pueden ser utilizados en vuelos aéreos y que deben llevar adosado el nombre del dueño, dirección y un aviso de Animal vivo, este lado hacia arriba.

### Trasportines manuales

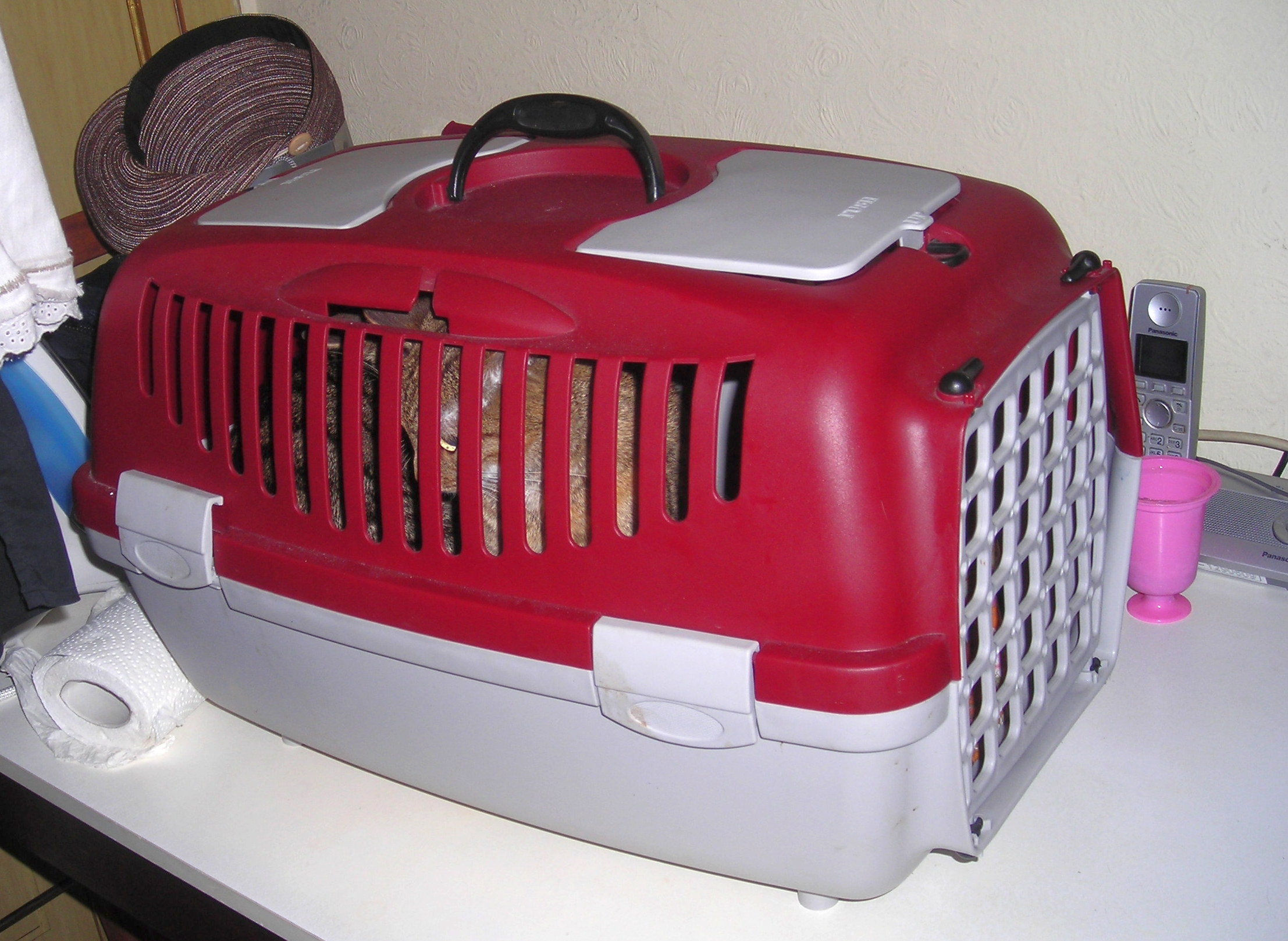
Trasportín de apertura frontal.

Los trasportines de mano se usan para animales pequeños y para recorrer breves distancias andando. También son convenientes para hacer autostop, ir de compras, viajar en coche o acudir al veterinario. Algunos modelos también están aprobados por las líneas aéreas para ser usados en viajes en avión. Están disponibles en diferentes medidas, colores y diseños, y pueden encontrarse en diferentes páginas web o tiendas especializadas. Algunas empresas fabrican trasportines de materiales de alta calidad como microfibra y se suministran con bolsillos extra que pueden usarse para guardar utensilios. La mayoría están diseñados para mascotas que no pesan más de 5 kilos, tienen ventilación lateral y lados con cremallera para mejor uso. El precio de dichos productos depende de su calidad y estilo. 
Algunos trasportines incorporan ruedas, por lo que se pueden convertir en carritos. También llevan un asa extensible que hace el transporte más sencillo y cómodo.

### Trasportines para automóvil

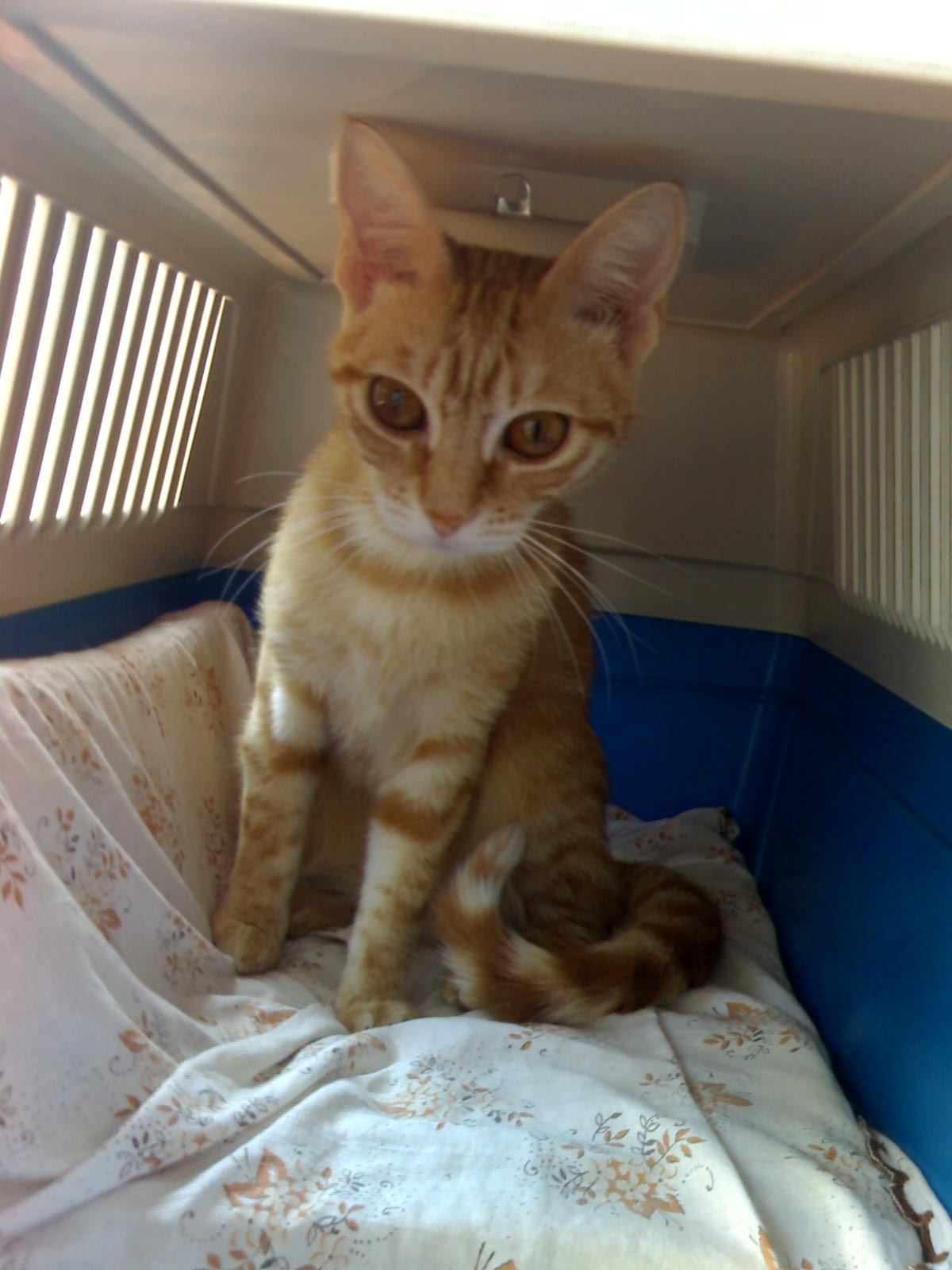
Gato dentro del trasportín.

Los trasportines de coche están diseñados para los viajes realizados en automóvil. Cuando la mascota viaja en transportín se deberá situar en la zona baja del vehículo. De lo contrario, podría poner en peligro tanto a los ocupantes como a la propia mascota si se sufriese una colisión. Su formato protege la salud de la mascota y se encuentran en diferentes tamaños, colores y diseños. No son, sin embargo, tan grandes como los asientos del coche pues deben asentarse sobre ellos. La mayoría están pensados para perros de entre 8 y 12 kg de peso. Lo bueno de estos productos es que también pueden usarse como camas de perro cuando se está en casa. 
Los trasportines pequeños también están en uso. Están diseñados especialmente para mascotas que no pesen más de 6 kilos y se encuentran en gran variedad de formatos. Existen modelos fabricados en nailon o piel y generalmente tienen suelo reforzado para la seguridad del animal. Están equipados con agujeros de ventilación y ventana enrollable. 